# نادي المريخ بانتيو
المريخ بانتيو، هو فريق كرة قدم من جنوب السودان يلعب في بطولة جنوب السودان، دوري الدرجة الأولى الوطني.

## تاريخ
تأسس عام 2002 وخلال فترة وجوده كفريق سوداني لعب فقط في الدوريات الإقليمية. زيهم وألوانهم مستوحاة من نادي المريخ السوداني.
بعد استقلال جنوب السودان، أصبح النادي فريق قسم إقليمي حتى ما قبل جائحة كوفيد-19، حيث تأهل في موسم 2022/23 لبطولة جنوب السودان الوطنية لأول مرة أين خسر النهائي أمام نادي السلام بور [الإسبانية].
في الموسم التالي، أصبح بطلاً وطنيًا لأول مرة في نهائي ثلاثي، تأهل لدوري أبطال إفريقيا 2024-25 حيث تم إقصائه في الجولة الأولى على يد نادي غور مايا الكيني.

## بالماريس
- بطولة جنوب السودان الوطنية : 2023–24

## المشاركة في مسابقات الكاف
| موسم    | البطولة            | الدور       | نادي          | ذهاب | إياب | النتيجة النهائية |
| ------- | ------------------ | ----------- | ------------- | ---- | ---- | ---------------- |
| 2024/25 | دوري أبطال إفريقيا | الدور الأول | نادي غور مايا | 1-0  | 1-5  | 2-5              |

## روابط خارجية
نادي المريخ بانتيو  على فيسبوك.
- نادي المريخ بانتيو على فرق كرة القدم الوطنية.كوم
- قائمة الأبطال